# Gnister (kortfilm)
Gnister er en dansk kortfilm fra 2021 instrueret af Niels Rosenkrands.

## Handling
Filmen skildrer Oluf og Christophers ophold i fængslet, som henholdsvis fangevogter og fange, under Københavns brand i 1795 og hvilket ansvar man har overfor sig selv og hinanden.

## Medvirkende
- Max Hansen Jr.
- Henrik Blauner Clausen